# 마틴 지그말
마틴 지그말(マーティン・ジグマール)은 스크라이드의 등장인물이다.

## 소개
성우는 김관철.